# Анновка (Алтынсаринский район)
Анновка (каз. Анновка) — упразднённое село в Алтынсаринском районе Костанайской области Казахстана. Входило в состав Новоалексеевского сельского округа. Исключено из учётных данных в 2017 г. Код КАТО — 393247200.

## География
Находилось примерно в 35 км к востоку-юго-востоку (ESE) от села Убаганское, административного центра района, на высоте 175 метров над уровнем моря.

## Население
В 1999 году численность населения села составляла 264 человек (130 мужчин и 134 женщины). По данным переписи 2009 года, в селе проживало 45 человек (25 мужчин и 20 женщин).